# Khosrov II d'Arménie
Khosrov II d'Arménie (en arménien Խոսրով Բ) est un roi arsacide d'Arménie occidentale ayant régné de 279-280 à 287.

## Biographie
Khosrov II est le fils aîné du roi Tiridate II d'Arménie. Il se réfugie chez les Romains après la conquête de l'Arménie par Chapour Ier le Sassanide.
En 279-280, Narseh, roi vassal d'Arménie pour le compte de son frère le « Grand Roi » sassanide Vahram II, doit céder l'Arménie occidentale à l'empereur romain Probus, qui donne le trône à Khosrov II, fils du dernier roi arsacide.
En 287, Khosrov II est assassiné et remplacé par son propre frère Tiridate III d'Arménie. Son fils, le futur Tiridate IV d'Arménie, s'enfuit à Césarée de Cappadoce et commence alors une carrière dans l'armée romaine.